# Master of Puppets (singolo)
Master of Puppets è un singolo del gruppo musicale statunitense Metallica, pubblicato il 2 luglio 1986 come unico estratto dall'album omonimo.
È stato considerato da VH1 come il terzo miglior brano heavy metal di sempre mentre nel marzo del 2005, la rivista Q lo ha inserito al 22º posto nella sua lista delle 100 migliori tracce guitar-based.

## Descrizione
Il brano fu composto nella metà di giugno 1985, venendo registrato tra ottobre e dicembre dello stesso anno presso gli Sweet Silence Studios di Copenaghen.
Il significato del testo è spesso interpretato come relativo all'abuso di droghe come eroina e cocaina, sebbene altri hanno affermato che possa contenere invece riferimenti politici o addirittura letterari – e in particolare ad Howard Phillips Lovecraft, che ispirò buona parte dei primi brani del gruppo. Lo spezzone "chop your breakfast on a mirror" ("fai a pezzetti la tua colazione su uno specchio") si riferisce al consumo di cocaina in polvere. Durante questa canzone, nell'album video Live Shit: Binge & Purge (1993), James Hetfield punta il dito medio sul braccio sinistro mentre dice "dai cara, manipolami!", gesto che richiama l'iniezione di droga via siringa. Vi sono, infatti, altri versi simili che rimandano al consumo di eroina via endovena. Hetfield si esibì in un gesto simile mentre cantava dal vivo Harvester of Sorrow e lo spezzone "bevi, sparati", per molti con allusioni simili.

## Cover e in altri media
Master of Puppets è stato oggetto di svariate reinterpretazioni da parte di alcuni gruppi. Al concerto di Woodstock '94, i Primus ne eseguirono l'introduzione. Durante il 2002, il gruppo progressive metal Dream Theater eseguì in alcune occasioni il brano e le restanti tracce dell'album dei Metallica.
Nel 2006 il gruppo metalcore Trivium ha realizzato una cover del brano, spesso suonata dal vivo senza il finale sincopato. Tra il 2008 e il 2009 anche il gruppo drum and bass Pendulum ha reinterpretato l'introduzione del brano, presente nell'album dal vivo Live at Brixton Academy. Altre reinterpretazioni del brano sono state realizzate dagli Apocalyptica, da David Garrett (il quale inserì la sua versione in Rock Symphonies) e dai Nanowar of Steel, i quali rinominarono il titolo in Master of Pizza.
Nel 2022 il brano ha ritrovato popolarità grazie al suo utilizzo nel finale della quarta stagione della serie televisiva Stranger Things, garantendo il suo debutto in varie classifiche mondiali a distanza di oltre 35 anni dalla sua pubblicazione.

## Video musicale
Il 27 luglio 2022, a distanza di 36 anni dalla sua originale pubblicazione e a cavallo del successo ritrovato nell'estate di quell'anno dopo l'inclusione in Stranger Things e alla conseguente entrata nelle classifiche internazionali, i Metallica hanno reso disponibile un lyric video curato da ILOVEDUST.

## Tracce
12" promozionale (Stati Uniti)
- Lato A

1. Master of Puppets (Part 1) (Vocal/Edit) – 3:32 (James Hetfield, Lars Ulrich, Cliff Burton, Kirk Hammett)

- Lato B

1. Master of Puppets (Part 1) (Vocal/Edit) – 3:32 (James Hetfield, Lars Ulrich, Cliff Burton, Kirk Hammett)

7" (Francia)
- Lato A

1. Master of Puppets – 3:32 (James Hetfield, Lars Ulrich, Cliff Burton, Kirk Hammett)

- Lato B

1. Welcome Home (Sanitarium) (Edit) – 5:01 (James Hetfield, Lars Ulrich, Kirk Hammett)

## Formazione
- James Hetfield – voce, chitarra ritmica, primo assolo di chitarra
- Kirk Hammett – chitarra solista
- Cliff Burton – basso, cori
- Lars Ulrich – batteria

## Classifiche
| Classifica (2022)                | Posizione massima |
| -------------------------------- | ----------------- |
| Australia                        | 19                |
| Canada                           | 32                |
| Francia                          | 185               |
| Germania                         | 100               |
| Irlanda                          | 24                |
| Islanda                          | 16                |
| Lituania                         | 32                |
| Nuova Zelanda                    | 17                |
| Portogallo                       | 47                |
| Regno Unito                      | 22                |
| Regno Unito (rock & metal)       | 1                 |
| Repubblica Ceca                  | 80                |
| Slovacchia                       | 68                |
| Stati Uniti                      | 35                |
| Stati Uniti (hard rock)          | 1                 |
| Stati Uniti (mainstream rock)    | 29                |
| Stati Uniti (rock & alternative) | 5                 |
| Svezia                           | 69                |